# Borolia furcifera
Borolia furcifera är en fjärilsart som beskrevs av Moore 1882. Borolia furcifera ingår i släktet Borolia och familjen nattflyn. Inga underarter finns listade i Catalogue of Life.